# St Keverne
St Keverne est une paroisse civile et un village des Cornouailles, en Angleterre.